# Colorado (řeka)
Colorado (anglicky Colorado River, španělsky Río Colorado znamená Barevná řeka) je řeka na jihozápadě Severní Ameriky převážně v USA, kde protéká státy Colorado, Utah, Arizona, Nevada, Kalifornie, přičemž tvoří hranici mezi Nevadou a Arizonou, a mezi Arizonou a Kalifornií. Dolním tokem zasahuje do Mexika, kde tvoří hranici států Baja California, Sonora. Je dlouhá 2740 km a včetně pravého přítoku Green River 3200 km. Povodí má rozlohu 635 000 km².

## Průběh toku
Pramení ve Skalnatých horách. Protéká převážně polopouštními a pouštními oblastmi států Utah a Arizona. V Koloradské plošině vytváří hluboké kaňony o celkové délce 800 km, mezi nimiž je i jeden z největších na světě Grand Canyon. Ústí do Kalifornského zálivu Tichého oceánu, přičemž vytváří deltu o rozloze 8600 km². V roce 1905 řeka změnila tok a vytvořila tak slané jezero zvané Saltonské moře, které téměř zaplavilo údolí Imperial v Kalifornii.

### Větší přítoky
- zleva – San Juan, Malé Colorado, Gila
- zprava – Green

## Vodní režim
Zdrojem vody je převážně tající sníh ve Skalnatých horách. Nejvodnatější je od dubna do června. Na podzim a létě je vody v řece málo. Průměrný průtok vody u Lees Ferry na středním toku činí 508 m³/s. K ústí většina vody nedotéká v důsledku zavlažování a zásobování vodou a průměrný průtok tam činí pouhých 5 m³/s. Řeka unáší velké množství pevných částic, ročně v průměru 160 Mt, jež se všechny usazují v jezerech Powell a Mead. Před vybudováním přehrad řeka často ukazovala svůj divoký ráz. Zejména v době tání sněhu v horách zatápěla farmářské usedlosti, ležící níže po proudu.

## Využití
Voda je odváděna zavlažovacími kanály a vodovody a slouží k zásobování pro města na Kalifornském pobřeží včetně Los Angeles. K tomuto účelu byly na řece postaveny hráze (Glen Canyon, Hoover), za kterými se vytvořila velká přehradní jezera (Powell, Mead), z nichž každé má rozlohu přibližně 650 km² a objem 34 km³. Menší přehradní jezera (Mohave, Havasu) vznikla za hrázemi Davis, Parker. Součástí těchto přehrad jsou vodní elektrárny. K zavlažování slouží přehrady Palo Verde, Imperial a Morelos. Velké přehrady (Roosevelt, Santa Clara, Horshu) a zavlažovací soustavy byly vybudovány také v povodí přítoku Gila. Na dolním toku je možná vodní doprava říčními loděmi, ale její význam je zanedbatelný.